# Шепа, Василий Васильевич
Василий Васильевич Шепа (23.03.1931 — 13.03.2011) — советский и украинский учёный в области экономики и управления агропромышленным производством, член-корреспондент ВАСХНИЛ (1978), академик УААН, народный депутат Украины.
Родился 28.03.1931 в Береговском районе Закарпатской области.
Окончил Львовский сельскохозяйственный институт с квалификацией учёный агроном-экономист.
Работал бухгалтером, участковым агрономом, председателем колхоза.
В 1968 г. защитил кандидатскую диссертацию на тему «Совершенствование системы материального стимулирования труда колхозников. (На примере колхозов низинных районов Закарпатской области)».
В 1974 г. защитил докторскую диссертацию:
- Повышение экономической эффективности виноградарства в Закарпатской области УССР : диссертация … доктора экономических наук : 08.00.05. — Одесса, 1974. — 334 с. : ил.

Работал в Закарпатском НИИ агропромышленного производства в должностях от старшего научного сотрудника до директора.
Член-корреспондент ВАСХНИЛ (1978), академик УААН.
18.03.1990 избран Народным депутатом Украины. Входил в Народный совет, фракция Народного руха Украины, группы «Земля и воля». Член Комиссии ВР Украины по вопросам планирования, бюджета, финансов и цен.
С 1992 г. научный консультант Президента Украины по вопросам агропромышленной политики.
Награждён орденами Октябрьской Революции, Трудового Красного Знамени, «Знак Почёта», медалями.
Умер 13 марта 2011 года в Будапеште, где находился на лечении.